# Občina Moravske Toplice
Občina Moravske Toplice (slovinsky Občina Moravske Toplice) je jednou z 212 občin ve Slovinsku. Nachází se v Pomurském regionu na území historického Zámuří. Občinu tvoří 28 sídel, její rozloha je 144,5 km² a k 1. lednu 2017 zde žilo 5 831 obyvatel. Správním střediskem občiny je vesnice Moravske Toplice.

## Členění občiny
Občina se dělí na sídla (v závorce jsou uvedeny názvy v maďarštině):
- Andrejci
- Berkovci
- Bogojina
- Bukovnica
- Čikečka vas (Csekefa)
- Filovci
- Fokovci
- Ivanci
- Ivanjševci
- Ivanovci
- Kančevci
- Krnci
- Lončarovci
- Lukačevci
- Martjanci
- Mlajtinci
- Moravske Toplice
- Motvarjevci (Szentlaszlo)
- Noršinci
- Pordašinci (Kisfalu)
- Prosenjakovci (Partosfalva)
- Ratkovci
- Sebeborci
- Selo
- Središče (Szerdahely)
- Suhi Vrh
- Tešanovci
- Vučja Gomila